# 22923 Kathrynblair
22923 Kathrynblair este un asteroid din centura principală de asteroizi.

## Descriere
22923 Kathrynblair este un asteroid din centura principală de asteroizi. A fost descoperit pe 2 octombrie 1999 la Socorro, New Mexico, în cadrul proiectului LINEAR. Asteroidul prezintă o orbită caracterizată de o semiaxă mare de 2,21 ua, o excentricitate de 0,17 și o înclinație de 5,3° în raport cu ecliptica.